# Полуденский, Сергей Петрович
Сергей Петрович Полуденский (1822—1858) — русский библиограф, архивист, директор библиотеки Московского университета.

## Биография
Из семьи чиновника Опекунского совета, сын Петра Семеновича Полуденского от его брака с Еленой Александровной Луниной. Брат М. П. Полуденского. 
Окончил юридический факультет Московского университета (1842) со званием кандидата. Поступил на работу в департамент Министерства юстиции. В 1847 по состоянию здоровья уволился со службы и отправился за границу для лечения. По возвращении в Москву (1850) утверждён директором библиотеки Московского университета. Установил новый порядок пользования фондами, запрещающий открытый доступ к книгам, который неизбежно приводил к их потере и порче. Представил на имя ректора А. А. Альфонского проект «Правил» для приходящих в библиотеку, где изложил требования ни под каким предлогом не допускать читателей во внутренние залы и к каталогам библиотеки, а для чтения и выдачи использовать только первый зал. Проведённая Полуденским ревизия фондов показала крупную недостачу книг и вынудила принять меры «для предупреждения утрат книг»: строго ограничивалось количество выдаваемых одному лицу экземпляров и срок их возврата, устанавливались штрафы за несвоевременный возврат или потерю, обслуживание посторонних читателей ограничивалось одним днём в неделю. Ответственность за выполнение этих мер возлагалась на четырёх помощников, каждый из которых заведовал определённым отделом библиотеки.

...к нашему же кружку примыкал человек, о котором нельзя не отозваться с благодарностью за те минуты чистого, молодого и трезвого веселья, которыми он нас дарил в наших собраниях, - минуты драгоценные особенно потому, что дарились в тяжелое, безотрадное время: то был Сергей Петрович Полуденский, старше меня курсом по университету. Несмотря на свои связи, которые могли бы доставить ему сильное служебное движение, он взял скромное место университетского библиотекаря; его тянуло к высшим интересам, которыми жили лучшие представители науки. Этот человек обладал неистощимым запасом веселости и остроумия; в последнем он уступал разве Герцену, но зато у Полуденского не было герценовской колючести, нетерпимости и односторонности; он был неподражаем в придумывании сцен, в которых действовали очень знакомые всем люди, вносившие каждый комическую сторону своего характера и быта. Кроме урочных собраний, бывало, после лекции идешь в библиотеку и там в отдаленной комнате найдешь милого библиотекаря и с ним одного или двоих из наших: тут узнаешь все новости и отдохнешь в умном, серьезном разговоре, и посмеешься вдоволь от комических разговоров и острот Полуденского. И этот человек, виновник нашей веселости, должен был готовиться к скорой смерти: все братья его один за другим умирали чахоткою, и доходила уже очередь и до нашего Сергея Петровича.— С. М. Соловьёв "Мои записки для детей моих, а если можно, и для других", 1877
В 1856 Полуденский подал прошение о разрешении отпуска для лечения прогрессирующего туберкулёза. Во время его отсутствия обязанности библиотекаря исполнял Д. И. Штейнберг. Вернувшись из-за границы осенью 1857, Полуденский снова стал хлопотать о заграничной поездки для продолжения лечения, но выехать за границу не успел.